# Koszmosz–89
A Koszmosz–89 (oroszul: Космос 89) Koszmosz műhold, a szovjet műszeres műhold-sorozat tagja. Háromfokozatú kísérleti telekommunikációs műhold, típusa Sztrela-1 (Стрела-1), valamint a harmadik fokozat geofizikai egység.

## Küldetés
A Koszmosz–84 űregység által megkezdett programot folytatta. A hadsereg és a kormányzat gyors kommunikációját segítette elő a műholdakkal összeköttetésben lévő földi rendszerekkel.

## Jellemzői
Katonai és polgári (tudományos) rendeltetésű, az OKB-10 (oroszul: Опытно-конструкторское бюро) tervezőirodában kifejlesztett műhold. Üzemeltetője a moszkvai MO (Министерство обороны) minisztérium.
1965. szeptember 18-án a Bajkonuri űrrepülőtér indítóállomásról egy Koszmosz–3M (65SZ3) juttatták magas (HEO = High-Earth Orbit) Föld körüli, távoli űrpályára. Az orbitális egység pályája 116.2 perces, 56 fokos hajlásszögű, elliptikus pálya perigeuma 1349 kilométer, apogeuma 1673 kilométer volt. Hasznos tömege 50 kilogramm. A sorozat felépítését, szerkezetét, alapvető fedélzeti rendszereit tekintve egységesített, szabványosított tudományos űreszköz. Áramforrása kémiai akkumulátor és napelemek kombinációja, illetve kísérletképpen radioizotópos áramforrást alkalmaztak, ami több évre meghatározta szolgálati idejét.
Egyszerre több egységet, öt műholdat – Koszmosz–86, Koszmosz–87, Koszmosz–88, Koszmosz–89, Koszmosz–90 – egyetlen hordozórakétával juttattak pályára, ami lehetővé tette a kommunikációs terület megbízható lefedését. Pályasíkjának meghatározásánál különleges gondot fordítottak az atmoszféra sugár-hatótényezőjének elkerülésére. A sorozat harmadik, legalacsonyabb része a távközlési rendszernek. Katonai és állami (polgári) alkalmazása lehetővé tette az információáramlást minden területen és irányba. Pályasíkját több (6) módosítással állították helyre. A rendszer összefüggően képes lett a Föld minden pontját lefedni.
Aktív szolgálati idejére jellemző, hogy 2011. január 1-jén eredeti pályamagasságába emelték.